# Ombudsman
Az ombudsman (svéd eredetű szó), magyar nevén országgyűlési biztos, olyan saját hivatallal rendelkező, a parlamentek által megválasztott köztisztviselő, aki tevékenységében más állami szervektől független, és csak az őt megválasztó országgyűlésnek tartozik felelősséggel.
Az ombudsman feladata elsősorban a közigazgatásban, de az igazságszolgáltatás kivételével valamennyi állami szervnél, panasz alapján vizsgálat indítása, a jogsértőnek talált gyakorlatról a szerv értesítése és a panaszos jogainak képviselete. Az ombudsman nem hozhat kötelező intézkedéseket, nem alkalmazhat jogi szankciókat.
Ombudsmanok kisebb társadalmi egységekben, például iskolákban is működhetnek. Itt feladatuk a konfliktuskezelés.

## Az intézmény elterjedése
Az ombudsman svéd kifejezés. Az intézmény a svéd abszolutizmus során született, XII. Károly király hozta létre 1713-ban Őfelsége Legfőbb Ombudsmana néven, hogy a közigazgatást és a törvénykezést távolléte alatt is ellenőrzése alatt tartsa. Magát az intézményt az 1809. évi alkotmány rögzítette Svédországban.
A svéd alkotmány, (amely egyébként 1975. január 1-jéig volt hatályban), a hatalommegosztás elvéből indult ki, amelynek lényege a törvényhozó hatalom, a végrehajtó hatalom és az igazságszolgáltatás szerveinek egymástól való elválasztása és függetlensége. Néhány európai ország átvette az intézményt, általában eltérő elnevezéssel. Nagy-Britanniában a közigazgatás parlamenti biztosa, Franciaországban egyszerűen közvetítő („médiateur”) a neve.
Lengyelországban az állampolgári jogok biztosa kifejezést használják.

## Európai ombudsman
Bár a gondolat már az 1970-es években felmerült, csak az 1991. évi maastrichti szerződés 138e pontja egészítette ki úgy a Római szerződést
(megállapítva annak jelenlegi 195. pontját), hogy létrehozta az Európai ombudsman intézményét. Az először 1995-ben megválasztott ombudsman jogosult „az Unió bármely polgárától, illetve a valamely tagállamban lakóhellyel vagy létesítő okirat szerinti székhellyel rendelkező természetes vagy jogi személytől érkező, a közösségi intézmények vagy szervek – kivéve az igazságszolgáltatási hatáskörében eljáró bíróságot és az elsőfokú bíróságot – tevékenysége során felmerülő hivatali visszásságokra (maladministration) vonatkozó panaszok átvételére.”
Az Európai Parlament által megválasztott Ombudsman hivatali ideje egybeesik az Európai Parlamentével; kizárólag a bíróság mentheti fel, a Parlament kérelmére.
Az első Ombudsman 1995 és 1999 között, majd újraválasztásával 2003-ig a finn Jacob Söderman volt. Jelenleg Emily O'Reilly tölti be a tisztséget.

## Magyarországon
Az alapvető jogok biztosa
30. cikk(1) Az alapvető jogok biztosa alapjogvédelmi tevékenységet lát el, eljárását bárki kezdeményezheti.
(2) Az alapvető jogok biztosa az alapvető jogokkal kapcsolatban tudomására jutott visszásságokat kivizsgálja vagy kivizsgáltatja, orvoslásuk érdekében általános vagy egyedi intézkedéseket kezdeményez.
(3) Az alapvető jogok biztosát és helyetteseit az Országgyűlés az országgyűlési képviselők kétharmadának szavazatával hat évre választja. A helyettesek a jövő nemzedékek érdekeinek, valamint a Magyarországon élő nemzetiségek jogainak védelmét látják el. Az alapvető jogok biztosa és helyettesei nem lehetnek tagjai pártnak, és nem folytathatnak politikai tevékenységet.
(4) Az alapvető jogok biztosa évente beszámol tevékenységéről az Országgyűlésnek.
(5) Az alapvető jogok biztosára és helyetteseire vonatkozó részletes szabályokat törvény határozza meg.
Magyarországon az Alkotmány 1989. évi módosításáig szó sem lehetett olyan független ellenőrző szervek létrehozásáról, mint az ombudsman, az Alkotmánybíróság vagy az Állami Számvevőszék, mivel az alkotmány a hatalom egységének elvét hirdette, és nem a hatalommegosztást.
Az alkotmány módosítása után az ombudsmanok tevékenységének részletes szabályozására megalkották az 1993. évi LIX. törvényt az országgyűlési biztosokról. A (4) bekezdés szerinti jogával élve az Országgyűlés külön biztost állított fel az adatvédelem területének felügyeletére. Az adatvédelmi biztosnak joga van a törvénybe ütköző adatbázisok megsemmisítéséhez.
Az ombudsman ellenőrzési tevékenysége főként azért fontos, mert jogi szakértelemmel képes az egyének vagy más panaszosok olyan jogsérelmeinek orvoslását elősegíteni, amely jogsérelmek az adott állami szervek normális működése során nem kapnak orvoslást.
Korábban a következő ombudsmanok voltak:
- Állampolgári jogok biztosa
- Adatvédelmi biztos
- Kisebbségi jogok biztosa
- A jövő nemzedékek ombudsmanja (2008-tól)

Az „Állampolgári jogok biztosának általános helyettese” tisztségét az Országgyűlés 2007-ben megszüntette.
A második Orbán-kormány a négy ombudsmani hivatal helyett egyetlen „alapvető jogok biztosa” tisztséget hozna létre; az ombudsman alatt két helyettese, az úgynevezett különbiztosok dolgoznának. Az átmeneti időszakban Szabó Máté általános ombudsman (korábban állampolgári jogok biztosa) mandátumának 2013-as lejártáig a mostani kisebbségi és a jövő nemzedékeket képviselő ombudsman különbiztosi beosztásban dolgozhatna tovább (a jövő nemzedékek ombudsmanja megszűnne).
"Félhivatalos" civil ombudsman kísérletképpen egyszer működött Magyarországon, 2009-2011 között, az állatvédelmi civil ombudsman. Szabó Máté a civiljog professzora, az állampolgári jogok országgyűlési biztosa a Fehérkereszt Állatvédő Liga ötletét felkarolta azzal, hogy erre vonatkozó, 2009. január 14-én kelt levelében kifejtette, "Dr. Czerny Róbert állatvédelmi jogász személyében egy elhivatott, szakmájában elismert és független szakember látja el ezt a megbízatást." A Fővárosi Ítélőtábla egy 2015-ös ítéletében megállapította, hogy a civil ombudsman közszereplőnek minősül.

### Magyar ombudsmanok
|             | Állampolgári jogok biztosa | Állampolgári jogok biztosának általános helyettese (2007-ig) | Adatvédelmi biztos | Kisebbségi jogok biztosa | A jövő nemzedékek ombudsmanja (2008-tól) |
| ----------- | -------------------------- | ------------------------------------------------------------ | ------------------ | ------------------------ | ---------------------------------------- |
| 1995–2001   | Gönczöl Katalin            | Polt Péter (2000-ig)                                         | Majtényi László    | Kaltenbach Jenő          | –                                        |
| 2001–2007   | Lenkovics Barnabás         | Takács Albert                                                | Péterfalvi Attila  | Kaltenbach Jenő          | –                                        |
| 2007/8–2011 | Szabó Máté                 | –                                                            | Jóri András        | Kállai Ernő              | Fülöp Sándor (2008-tól)                  |

### Az alapvető jogok biztosa
2012. január 1-jén az új alaptörvény hatályba lépésével megszűnt a három szakombudsman posztja, Szabó Máté pedig mint az alapvető jogok biztosa tevékenykedett tovább.
| Alapvető jogok biztosa | Alapvető jogok biztosa | A Magyarországon élő nemzetiségek jogainak védelmét ellátó biztoshelyettes | A Magyarországon élő nemzetiségek jogainak védelmét ellátó biztoshelyettes | A jövő nemzedékek érdekeinek védelmét ellátó biztoshelyettes | A jövő nemzedékek érdekeinek védelmét ellátó biztoshelyettes |
| ---------------------- | ---------------------- | -------------------------------------------------------------------------- | -------------------------------------------------------------------------- | ------------------------------------------------------------ | ------------------------------------------------------------ |
| 2012–13                | Szabó Máté             | 2012–13                                                                    | Kállai Ernő                                                                | 2012                                                         | Fülöp Sándor                                                 |
| 2012–13                | Szabó Máté             | 2012–13                                                                    | Kállai Ernő                                                                | 2012–16                                                      | Szabó Marcel                                                 |
| 2013–19                | Székely László         | 2013–                                                                      | Szalayné Sándor Erzsébet                                                   | 2012–16                                                      | Szabó Marcel                                                 |
| 2013–19                | Székely László         | 2013–                                                                      | Szalayné Sándor Erzsébet                                                   | 2017–                                                        | Bándi Gyula                                                  |
| 2019–                  | Kozma Ákos             | 2013–                                                                      | Szalayné Sándor Erzsébet                                                   | 2017–                                                        | Bándi Gyula                                                  |